# Schauener Holz
Das Schauener Holz ist ein Waldgebiet in Sachsen-Anhalt im Landkreis Harz nördlich des Harzes.
Der unweit der ehemaligen innerdeutschen Grenze gelegene Wald hat eine Ost-West-Ausdehnung von ca. 3 km und eine Nord-Süd-Ausdehnung von ca. 2 km. Das Schauener Holz ist ein von Buchen, Birken und Eichen geprägter Laubwald. Im Wald wurden Luchse (2004) beobachtet.
Durch den Wald verläuft unter anderem eine Landstraße zwischen den Gemeinden Stapelburg und Schauen, die zugleich einen Abschnitt der Straße der Romanik und der Deutschen Fachwerkstraße bildet.